# Leo von Admont
Leo von Admont OSB (* nach 1300; † 16. Oktober 1360 in Admont) war ein salzburgischer römisch-katholischer Geistlicher und von 1359 bis 1360 Abt der Benediktinerabtei St. Blasius zu Admont.

## Leben und Wirken
Leo wurde vermutlich im April oder Mai 1359 zum Abt gewählt und stammte, wie überliefert ist, aus „vornehmem und reichem Haus“, ohne dass seine Familienzugehörigkeit genannt ist. Eine Identität mit dem 1344 als stiftischen Kastner im Ennstal genannten Bruder Leo von Puhele ist anzunehmen.
Das nur anderthalbjährige Abbatiat Abt Leos ist von einem wichtigen verfassungsrechtlichen Ereignis bestimmt: Am 22. Mai 1360 gab er gegenüber Rudolph IV. eine Erklärung über die Anerkennung der Vogteigewalt der Habsburger über das Stift Admont ab. Darüber hinaus sollte die Präsentation eines jeden neuen Admonter Abts beim Salzburger Erzbischof immer in Gegenwart eines Vertreters des Landesherrn erfolgen. Im Gegenzug dafür erhielt das Stift die Anerkennung seines geistlichen Gerichts.
Aus dem Jahr 1360 datiert ein gotischer Kelch, der sich zuletzt in der Pfarrkirche Johnsbach befunden hatte, aber zum mittelalterlichen Bestand des Admonter Stifts gehörte und 1935 dem Joanneum in Graz überlassen wurde. Seine Inschrift nennt – neben der Jahreszahl – als Stifter einen Engelbert Drichoph.
Nach seinem vorzeitigen Tod am 16. Oktober 1360 wurde seitens des Stifts ein aus Ybbs stammender Konventuale Johannes zum neuen Abt gewählt, der aber bereits vor seiner Benediktion am 14. Februar 1361 verstarb.